# Yacimiento arqueológico del cementerio de Maliaño
El yacimiento arqueológico del cementerio de Maliaño (San Juan de Maliaño), está situado en el término municipal de Camargo, (Cantabria, España). Es un yacimiento arqueológico de gran interés, ya que al presentar una secuencia temporal desde la Edad Antigua hasta la Edad Media se hace imprescindible a la hora de abordar el estudio de los procesos históricos que se desarrollaron en Cantabria. El yacimiento fue nombrado bien de interés cultural en el año 2002.
Para facilitar la adecuada compresión del lugar, el visitante dispone de varios paneles explicativos (a modo de centro de interpretación) con información sobre los restos arqueológicos que allí se encuentran así como una maqueta que reconstruye el aspecto que debió tener originalmente el conjunto arquitectónico en época romana. Además, el yacimiento se encuentra parcialmente cubierto para poder preservar mejor los restos. Asimismo, dispone de una pasarela que permite contemplar las ruinas por encima de estas.
Se pueden diferenciar varias partes atendiendo a su descripción cronológica y cultural: 
- La parte más antigua se corresponde con una ocupación de época romana de la que se ha podido documentar un complejo termal y el atrio de una domus romana. El conjunto termal posee una planta rectangular con dos ábsides semicirculares, a la que se van añadiendo diversas estancias, y del que se ha podido constatar diversas fases constructivas, perteneciendo la más antigua al último tercio del siglo I de nuestra era. El atrio de la domus pertenecería al primer tercio del siglo II.

- Sobre el asentamiento romano se instalan gentes medievales que utilizan el enclave con fines de culto y enterramiento. Superponiéndose parcialmente al edificio termal romano, encontramos los restos de una iglesia (San Sebastián) románica del siglo XII, y alrededor de ésta, una necrópolis medieval en la que se encuentran tumbas de lajas de igual cronología.

- Además, se han podido documentar diversas tumbas de fosa simple que se remontarían a finales del siglo XV.